# Hypanchyla
Hypanchyla is een geslacht van vlinders van de familie snuitmotten (Pyralidae), uit de onderfamilie Pyralinae.

## Soorten
- H. devialis Walker, 1866
- H. maricalis Walker, 1859